# Halictus pallidipennis
Halictus pallidipennis är en biart som beskrevs av Smith 1853. Halictus pallidipennis ingår i släktet bandbin, och familjen vägbin. Inga underarter finns listade i Catalogue of Life.